# Коротких, Юрий Павлович
Юрий Павлович Коротких (21 ноября 1939, Дунаево, Сретенский район, Читинская область — 29 февраля 2016, Украина) — советский футболист, вратарь. Мастер спорта СССР.
Воспитанник футбольной школы «Механик» Тюмень, выступал за сборную Тюменской области. В 1958 году был призван в армию, где играл за команду ТВВИКУ «Звезда» Тюмень в первенстве Вооруженных сил и первенстве Урала среди КФК. Во втором круге перешёл в новосозданную команду «Металлург» Нижний Тагил. в 1960 — первой половине 1961 года был в составе ЦСКА, сыграл в 1960 году четыре матча в чемпионате, пропустил 8 голов (ещё два гола пропустил в аннулированном матче). Во второй половине 1961—1962 году играл за команду города Серпухова. В 1963 году в составе «Крыльев Советов» Куйбышев сыграл 32 матча. В 1964—1969 годах за «Шахтёр» Донецк сыграл 104 матча, пропустил 88 голов. В 1966 году не пропускал голов на протяжении 913 минут, установив рекорд клуба. В 1969 году перешёл в «Кривбасс» — 29 игр, 31 пропущенный мяч. В 1970—1971, 1973 годах играл за «Азовец»/«Металлург» Жданов, где и завершил карьеру. Проживал в Мариуполе, затем — в селе.
Трижды входил в список 33 лучших футболистов Украинской ССР.
Скончался в 2016 году.